# Spyro 2: Season of Flame
Spyro 2: Season of Flame est un jeu vidéo de plates-formes sorti le 18 octobre 2002 exclusivement sur Game Boy Advance. Il fait partie de la série Spyro the Dragon.

## Synopsis
Spyro et ses amis Sparx la libellule, Bianca et Chasseur ont pris des vacances bien méritées.
Mais en rentrant chez lui, le dragon se rend compte qu'il y fait beaucoup plus frais que d'habitude. Et pour cause, le feu sacré qui permet aux dragons de cracher du feu a mystérieusement disparu. Les reptiles volants ne peuvent plus le faire et, comble de l'horreur, Spyro non plus! Et pour cause : quelqu'un a dérobé les lucioles. Ripto est encore derrière le coup, c'est sûr... En effet, il veut créer un volcan destiné à détruire le monde des dragons.
Spyro doit donc se rendre dans les différents royaumes afin de récupérer les lucioles et les joyaux, mais il se retrouvera confronté aux Rhinos et aux deux sbires de Ripto (Crush et Gulp) ainsi qu'à son ennemi mortel.

## Accueil
- Jeuxvideo.com : 15/20[1]
- Jeux vidéo Magazine : 16/20[2]